# جوزيف ويليام غويتون
جوزيف ويليام غويتون (بالإنجليزية: Joseph William Guyton)‏ هو عسكري أمريكي، ولد في 10 يونيو 1889 في إفارت في الولايات المتحدة، وتوفي في 24 مايو 1918 في فرنسا.